# 사미르 한다노비치
사미르 한다노비치(보스니아어: Samir Handanovič, 1984년 7월 14일, 류블랴나 ~ )는 슬로베니아의 전 축구 선수로, 가장 최근에 이탈리아의 FC 인테르나치오날레 밀라노에서 골키퍼로 활약하였다.

## 클럽 경력
한다노비치는 슬로베니아의 NK 돔잘레에서 선수 생활을 시작하였다. 2004년 여름 우디네세 칼초와 계약했으며, 2005년 여름 FBC 트레비소 1993에 임대되었으나, 2006년 1월 SS 라치오의 골키퍼 마테오 세레니와 맞바뀌었다.
2006년 7월, 리미니 칼초 FC로 임대되었으며, 당시에 리미니에 임대된 다른 선수로는 AC 밀란의 디강과 AS 로마의 아메드 바루소가 있었다. 리미니는 세리에 B를 5위로 마무리했으며, 한다노비치는 리그에서 네 번째로 적게 실점한 골키퍼가 되었다.
2007년 여름, 우디네세에 복귀했으며, 모르간 데 산크티스의 자리를 이어받고, 우디네세와 2012년 6월 30일까지 계약을 맺었다.
2012년 7월 9일, 그는 리그 내의 팀인 FC 인테르나치오날레 밀라노로 이적하였다.
2023년 7월 12일 FC 인테르나치오날레 밀라노와의 계약이 만료되면서 은퇴했다.

## 국가대표 경력
슬로베니아 축구 국가대표팀에는 2004년 11월 17일 슬로바키아 전에서 데뷔했다.
2015년 11월 18일, UEFA 유로 2016 예선 플레이오프에서 우크라이나 전에서 총합 1-3으로 패배하자 국가대표팀 은퇴를 선언했다.

## 사생활
사촌 형인 야스민 한다노비치 (Jasmin Handanovič) 도 축구 선수로, 2015년 기준으로 NK 마리보르 소속 골키퍼로 있다.

## 수상
인테르나치오날레 (2012-2023)
- 세리에 A: 2020–21[1]
- 코파 이탈리아 : 2021-22, 2022-23
- 수페르코파 이탈리아나 : 2021, 2022
- UEFA 유로파리그 준우승: 2019–20
- UEFA 챔피언스리그 준우승 : 2022-23

#### 개인
- 슬로베니아 올해의 선수 : 2009, 2011, 2012
- 세리에 A 올해의 팀 : 2010–11, 2012–13, 2018–19
- 세리에 A 최우수 골키퍼 : 2011, 2013, 2019
- UEFA 유로파리그 대회 베스트 : 2019–20